# Seibu Kaihatsu
Pour les articles homonymes, voir Seibu.
Seibu Kaihatsu Inc. (有限会社 セイブ開発, Yūgengaisha Seibu Kaihatsu) est une société japonaise créatrice de jeux vidéo d'arcade fondée en 1982.

## Description
La société est plus souvent appelé seulement Seibu.
Seibu a été créé sous le nom Seibu Denshi en 1982 et développe ses premiers jeux vidéo d'arcade en 1983.
Dès 1984, Seibu Kaihatsu Inc. regroupant les départements vente, développement et planification des jeux est créé. En 1988, Seibu commence à développer son propre système d'arcade. Seibu Development.ltd est détaché du reste du groupe en 1991.
En 1999, la section jeu d'arcade travaille pour la dernière fois, le site officiel disparait. Des rumeurs de faillite courent au sujet de Seibu. En effet, un arrêt des activités survient, mais c'est temporaire. 
Seibu travaille conjointement avec le fabricant du jeu pour adultes HMP, puis ce nouveau groupe commence le développement de jeux de mah-jong.
Seibu Kaihatsu réapparait en 2005, avec la sortie de Raiden III dont le développement a été effectué avec Moss.
La société est mondialement connue pour une de ses licences phares : la série des shoot 'em ups verticaux issue du jeu Raiden.

Logo alternatif

## Système d'arcade
- Seibu SPI[2]
- Raiden II[3]

## Liste de jeux
| Titre                                        | Développeur                        | Éditeur             | Système      | Genre | Date |
| -------------------------------------------- | ---------------------------------- | ------------------- | ------------ | ----- | ---- |
| Cross Shooter                                | Taito                              | Seibu Kaihatsu      |              |       | 1987 |
| Dead Angle                                   | Seibu Kaihatsu                     | Seibu Kaihatsu      |              |       | 1988 |
| Dynamite Duke                                | Seibu Kaihatsu                     | Seibu Kaihatsu      |              |       | 1989 |
| E-Jan High School                            | Seibu Kaihatsu                     | Seibu Kaihatsu      | Seibu SPI    |       | 1996 |
| E-Jan Sakurasou                              | Seibu Kaihatsu                     | Seibu Kaihatsu      | Seibu SPI    |       | 1999 |
| Empire City: 1931 / Street Fight             | Seibu Kaihatsu                     | Seibu Kaihatsu      |              |       | 1986 |
| Fever Soccer                                 | Seibu                              | Seibu               | Seibu SPI    |       | 2004 |
| Good E Jong -Kachinuki Mahjong Syoukin Oh!!- | Seibu / Tecmo                      | Seibu Kaihatsu Inc. |              |       | 1991 |
| Knuckle Joe                                  | Taito                              | Seibu Kaihatsu      |              |       | 1985 |
| Kung-Fu Taikun                               | Seibu Kaihatsu                     | Seibu Kaihatsu Inc. |              |       | 1984 |
| Mustache Boy                                 | March                              | Seibu Kaihatsu      |              |       | 1987 |
| Raiden                                       | Seibu Kaihatsu                     | Seibu Kaihatsu      |              |       | 1990 |
| Raiden II                                    | Seibu Kaihatsu                     | Seibu Kaihatsu      | Raiden II    |       | 1993 |
| Raiden II / DX                               | Seibu Kaihatsu                     | Seibu Kaihatsu      | Raiden II    |       | 1996 |
| Raiden DX                                    | Seibu Kaihatsu                     | Seibu Kaihatsu      | Raiden II    |       | 1994 |
| Raiden Fighters                              | Seibu Kaihatsu                     | Seibu Kaihatsu      | Seibu SPI    |       | 1996 |
| Raiden Fighters 2: 2000 Operation Hell Dive  | Tuning Electronic / Seibu Kaihatsu | Seibu Kaihatsu      | Seibu SPI    |       | 2000 |
| Raiden Fighters 2: Operation Hell Dive       | Tuning Electronic / Seibu Kaihatsu | Seibu Kaihatsu      | Seibu SPI    |       | 1997 |
| Raiden Fighters Jet                          | Seibu Kaihatsu                     | Seibu Kaihatsu      | Seibu SPI    |       | 1998 |
| Raiden III                                   | Moss / Seibu Kaihatsu              | Taito               | Taito Type X |       | 2005 |
| Raiden IV                                    | Moss                               | Taito               | Taito Type X |       | 2007 |
| Seibu Cup Soccer                             | Seibu                              | Seibu               |              |       | 1992 |
| Senkyu / Battle Balls                        | Seibu Kaihatsu                     | Seibu Kaihatsu      | Seibu SPI    |       | 1995 |
| Shot Rider                                   | Seibu Kaihatsu                     | Seibu Kaihatsu      |              |       | 1985 |
| Scion                                        | Seibu Denshi                       | Seibu Denshi        |              |       | 1984 |
| Stinger                                      | Seibu Denshi                       | Seibu Denshi        |              |       | 1983 |
| Tottemo E Jong                               | Seibu / Tecmo                      | Seibu               |              |       | 1991 |
| Viper Phase 1                                | Seibu Kaihatsu                     | Seibu Kaihatsu      | Seibu SPI    |       | 1995 |
| Wiz                                          | Seibu Kaihatsu                     | Seibu Kaihatsu Inc. |              |       | 1985 |
| Zero Team                                    | Seibu Kaihatsu                     | Seibu Kaihatsu      | Raiden II    |       | 1993 |